# José Eudes Campos do Nascimento
Dom José Eudes Campos do Nascimento (Barbacena, 30 de abril de 1966) é um bispo católico brasileiro. Atual bispo de São João del-Rei.

## Formação
Dom José Eudes fez seus estudos de filosofia no Instituto Santo Tomás de Aquino, em Belo Horizonte. Posteriormente cursou a teologia no Seminário de Mariana. Ordenado sacerdote em 1995, era pároco da paróquia Santa Efigênia em Ouro Preto quando foi nomeado bispo de Leopoldina.

## Episcopado
Foi nomeado bispo de Leopoldina em 27 de junho de 2012. Recebeu a ordenação episcopal no dia 15 de setembro de 2012 das mãos de Dom Geraldo Lyrio Rocha, arcebispo de Mariana.
Em 12 de dezembro de 2018 foi publicada sua transferência da diocese de Leopoldina para a de São João del-Rei.